# Carola Holzner

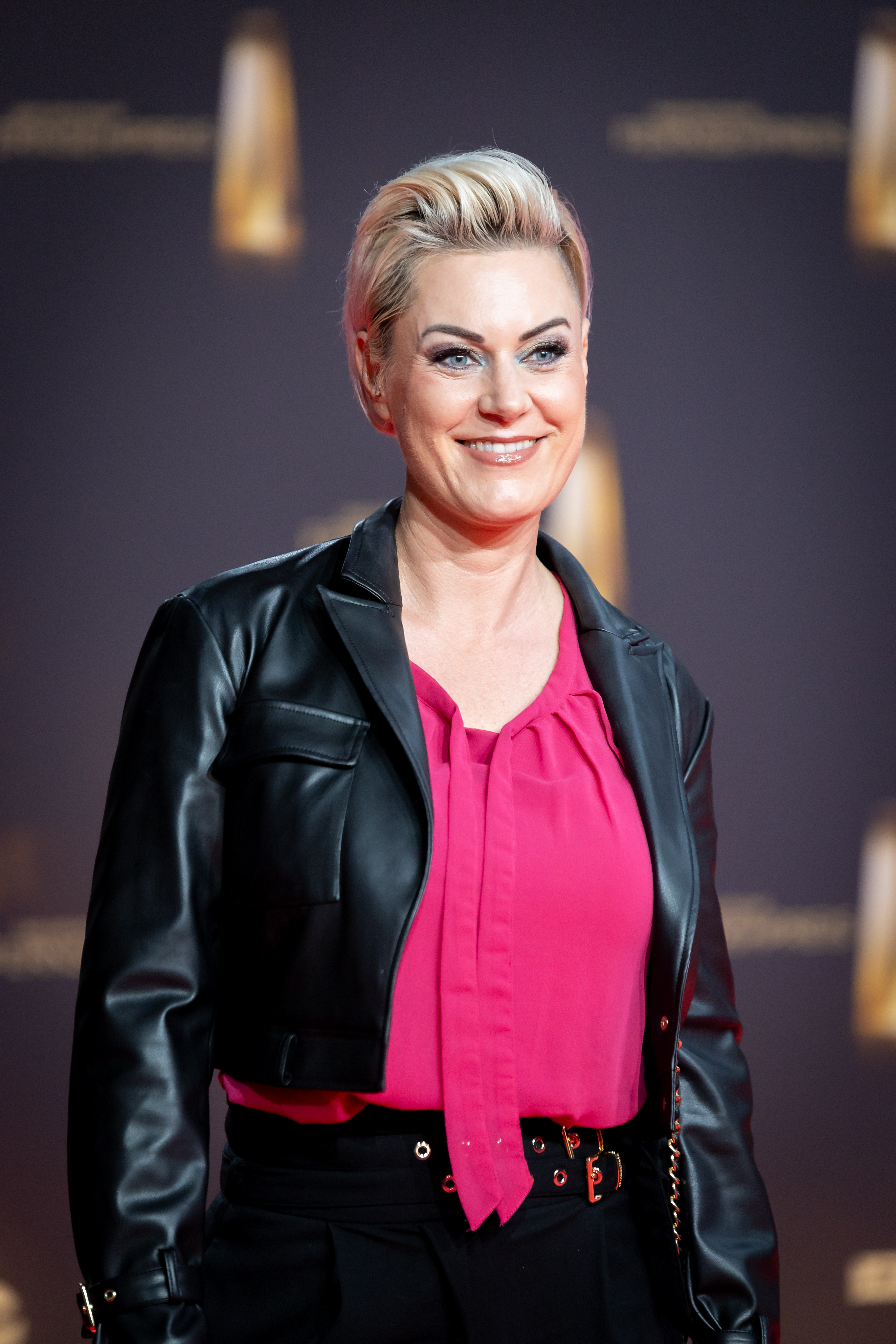
Carola Holzner, 2024

Carola Holzner (* 20. Juli 1982 als Carola Post  in Mülheim an der Ruhr) ist eine deutsche Ärztin. Sie ist Fachärztin für Anästhesiologie und spezialisiert in den Bereichen Notfallmedizin und Intensivmedizin.
Unter dem Namen Doc Caro wurde sie während der COVID-19-Pandemie durch ihre Videoblogs zur medizinischen Aufklärung bekannt und setzt sich seither für ein besseres Verständnis von Notfall- und Intensivmedizin in der Öffentlichkeit ein.

## Leben
Nach dem Abitur am St. Hildegardis-Gymnasium in Duisburg studierte Holzner ab 2001 zunächst Chemie an der Universität Münster, ab April 2003 dann Humanmedizin an der Universität zu Köln und wurde im Juni 2009 zur Dr. med promoviert. Sie war von September 2009 bis Juli 2014 Assistenzärztin an der Abteilung für Anästhesie im Evangelischen Krankenhaus Mülheim.
Von August 2014 bis Dezember 2015 arbeitete sie im Helios Klinikum in Duisburg. Im Januar 2016 wechselte sie für zwölf Monate ans Clemens Hospital in Oberhausen, wo sie in der kardiologischen Intensivmedizin als Stationsärztin tätig war.
Januar bis Juni 2017 schloss sie eine Weiterbildung in Intensivmedizin, Notfallmedizin und Innerklinischer Akut- und Notfallmedizin und die Ausbildung zur Fachärztin für Anästhesiologie ab. Anschließend war sie für unterschiedliche Kliniken in Duisburg und Essen tätig.
Ab April 2019 war sie am Universitätsklinikum Essen leitende Oberärztin im Zentrum für Notfallmedizin. Dort war sie 2020 auch bei der Entwicklung und Anwendung des Modells einer COVID-19-Triage beteiligt.
Im Mai 2021 war Holzner Hauptautorin eines Fachartikels zum Thema der Zuverlässigkeit von SARS-CoV-2-Schnelltests.  Mitte 2021 wechselte sie als Oberärztin ans Helios Klinikum in Duisburg, wo sie in der Notaufnahme und im Schockraum arbeitete.
2022 schloss Holzner ihre Ausbildung zur Hubschrauber-Notärztin ab und war für die ADAC-Luftrettung als Notärztin im Einsatz.
Auf Vorschlag der SPD-Landtagsfraktion in Nordrhein-Westfalen wurde sie zum Mitglied der 17. Bundesversammlung gewählt.
Im Herbst 2024 begann Holzner ihre Zusatzausbildung zur Notärztin in der alpinen Flugrettung bei Schenk Air in Ischgl.

## Privates
Carola Holzner ist zweifache Mutter und wohnt in Mülheim an der Ruhr. Im November 2023 heiratete sie den Hubschrauberpiloten Jens Richter.

## Öffentliche Wahrnehmung
Spiegel TV Wissen sendete im Juli 2019 eine zweiteilige Dokumentation über Carola Holzner und Sven Büchner unter dem Titel Emergency Room Essen – Warten bis der Arzt kommt.
Ab Oktober 2019 begann sie dann unter dem Namen „Doc Caro“ mit der Produktion eigener Videos auf Facebook, Instagram und YouTube mit dem Ziel, teils komplexe Themen aus der Medizin leicht verständlich und wissenschaftlich korrekt zu erklären und dieses Wissen auf diese Weise für jedermann zugänglich zu machen.
Hervorzuheben ist hierbei ihre Kritik am deutschen Sanitätswesen. In diesem Video äußerte die Ärztin unter anderem, dass ausgebildeten Notfallsanitätern mehr Kompetenzen zugeteilt werden sollen, wie beispielsweise das Verabreichen von Glucose oder Schmerzmitteln.
Besondere Bekanntheit erlangte Carola Holzner während der COVID-19-Pandemie, in der sie ihre Erfahrungen als Notärztin und Intensivmedizinerin in verschiedenen Radio- und Fernsehsendungen schilderte. In einem Brief an den nordrhein-westfälischen Ministerpräsidenten Armin Laschet im Januar 2021 zeigte sie sich verärgert über die Art der Auslieferung des SARS-CoV-2-Impfstoffs und kritisierte die ausbleibenden Impfungen für klinisches Personal in Deutschland. Im März 2021 gab es ein großes Medienecho für Holzners übernommene Wortneuschöpfung „mütend“, eine Mischung aus „müde“ und „wütend“. Im April 2021 kritisierte sie die Kampagne allesdichtmachen, bei der zahlreiche deutsche Schauspielerinnen und Schauspieler in satirischen Videos die Maßnahmen zur Eindämmung der COVID-19-Pandemie infrage stellten. Sie warf den Machern der Kampagne vor, die Ernsthaftigkeit der Pandemie zu verharmlosen und die Belastungen des medizinischen Personals sowie das Leid der Patienten in den Kliniken zu ignorieren.
2022 lief bei Sat.1 die Doku-Reihe Doc Caro – Einsatz mit Herz mit fünf Folgen. 2023 wechselte das Format den Sender und startete unter dem Namen Doc Caro – Jedes Leben zählt am 4. Oktober 2023 bei Vox zur Prime Time. Ab dem 2. Oktober 2024 folgte auf Vox die zweite Staffel mit acht weiteren Folgen. Vox und Holzner haben bereits bekanntgegeben, dass es auch 2025 neue Folgen geben wird.
Seit 2021 veröffentlichte Holzner mehrere Bücher, in denen sie Erlebnisberichte aus ihrer Arbeit im Rettungswesen schildert. Im April 2023 wurde ihr erster Comic Doc Caro – Einsatz fürs Herz veröffentlicht. Ein Jahr später folgte der zweite Comic Doc Caro – Einsatz im Blut. Illustriert wurden die Comics von David Füleki.

## Engagement
Carola Holzner ist Botschafterin für den Verein nestwärme e. V. Deutschland. Das Netzwerk unterstützt Familien mit schwerstkranken Kindern und engagiert sich für Familien mit Fluchterfahrung. Für den Verein sammelt sie auf ihrer Homepage Spenden.
Ein besonderes Anliegen ist Holzner das Thema Laienreanimation. Sie macht sich dafür stark, dass jeder Leben retten kann. 2021 war Holzner an der Gründung der Initiative Wir beleben Deutschland wieder mit dem Deutschen Rat für Wiederbelebung (GRC) beteiligt und war Mitinitiatorin der Kampagne #ichrettedeinleben. Im Mai 2022 konnte eine Petition mit über 85.000 Unterschriften an den Petitionsausschuss des Deutschen Bundestages übergeben werden. Gefordert wurde eine bundesweite Einführung von zwei Stunden Reanimationsunterricht spätestens ab der 7. Klasse jährlich bis zum Ende der Schulzeit.

## Publikationen
- Als Carola Post: Humane Amniozyten zeigen neuronale Eigenschaften nach adenoviraler Transformation in vitro und in vivo. Diss. Köln 2009, DNB 100151016X.
- Eine für alle. Als Notärztin zwischen Hoffnung und Wirklichkeit. Fischer Taschenbuch, Frankfurt am Main 2021, ISBN 978-3-596-70695-2.
- Keine halben Sachen. Wie die Notaufnahme den Blick aufs Leben verändert. Fischer Taschenbuch, Frankfurt am Main 2022, ISBN 978-3-596-70827-7.
- Bleibt das Herz stehen, wenn man niest? Fischer Taschenbuch, Frankfurt am Main 2023, ISBN 978-3-596-70977-9.
- Doc Caro – Einsatz fürs Herz. in Zusammenarbeit mit David Füleki, Sauerländer, Frankfurt am Main 2023, ISBN 978-3-7373-5990-0.
- Doc Caro – Einsatz im Blut. in Zusammenarbeit mit David Füleki, Sauerländer, Frankfurt am Main 2024, ISBN 978-3-7373-5992-4.
- Ab unter die Gürtellinie. Medizin untenrum endlich verständlich. Fischer Taschenbuch, Frankfurt am Main 2024, ISBN 978-3-596-71131-4.